# Armada Paraguaya
La Armada Paraguaya es una de las ramas de las Fuerzas Armadas de Paraguay, encargado de la defensa de los recursos hídricos del Paraguay pese a no contar con salida directa al mar. En la guerra del Chaco la Armada debió cumplir un importante papel logístico que fue fundamental para el éxito de las tropas paraguayas durante esa guerra. Su comandante actual es el almirante Juan  Velázquez

## Misión y objetivos
Su misión principal es contribuir a la defensa de Paraguay, a fin de proteger y garantizar la soberanía sobre sus recursos hídricos, y entre otras se pueden mencionar:  
- La custodia y defensa de las costas, puertos y zonas de interés fluvial en su área de influencia.

- Base de apoyo logístico para futuras operaciones de las fuerzas.

- Ejercer funciones de prefectura en su área de Influencia.

- Cooperar con las tareas de defensa civil en casos de desastres naturales, de la protección ambiental y del restablecimiento del orden interno.

## Misiones de paz de la ONU con que cuenta presencia
- Haití (MINUSTAH)
- Chipre (UNIFICYP)
- República Democrática del Congo (MONUC)
- Chad y  República Centroafricana  (MINURCAT)
- Costa de Marfil (ONUCI)
- Sudán (UNMIS)
- Liberia (UNMIL)
- República del Congo (MONUSCO)

## Equipamientos y estructura
La Armada Paraguaya se divide en dos áreas navales que son de Bahía Negra. Cuenta con doce bases navales, las principales se encuentran en el Puerto Sajonia de Asunción, seguidos por Bahía Negra, Ciudad del Este, Encarnación y Salto del Guairá. 
También cuenta con instalaciones de helicópteros en Asunción y aeronaves en Aeropuerto Silvio Pettirossi. Se dispone aproximadamente de 5.000 personales navales, incluyendo infantes de marina. Estos se dividen en tres brigadas, todas a cargo del Comando de Infantería de Marina.
Sus unidades de superficie incluyen 34 navíos numerados, algunos de los cuales pronto llegarán a edades centenarias (esto debido en parte al uso limitado y en aguas dulces). Los principales navíos y el Buque insignia del Paraguay continúan siendo las cañoneras Humaitá y Paraguay comisionadas con antelación a la Guerra del Chaco. Posee también cuatro patrulleros mayores, de los cuales el más antiguo fue comisionado en 1908 y el más reciente en 1985.
Posee 17 lanchas patrulleras de distintos calados, habiendo sido cuatro donados por Taiwán y EE. UU. y el resto construidas localmente. El resto de la flota está compuesto por remolcadores, lanchones de desembarco, transportes y hasta un yate presidencial.
La aviación naval dispone de dos helicópteros Esquilo de ataque y propósito general. También posee seis Cessna de entrenamiento y enlace y un UH-12 almacenado.  

### Estructura Detallada
- COMANFLOT: Comando de la Flota de Guerra.

- COMIM: Comando de Infantería de Marina.

Batallón de Infantería de Marina (BIM) 1 Rosario
Batallón de Infantería de Marina (BIM) 2 Vallemí
Batallón de Infantería de Marina (BIM) 3 Asunción
- COMAVAN: Comando de la Aviación Naval.

Grupo Aeronaval de Helicópteros (GAHE), Sajonia 
Escuadrilla de Helicópteros de Ataque (EHA)  
Escuadrilla de Propósitos Generales (EPG) 
Grupo Aeronaval de Propósitos Generales (GAPROGEN) 
Grupo Aeronaval Entrenamiento (GAEN)  
- COAPCOM: Comando de Apoyo al Combate.

- CINAE: Comando de Institutos Navales de Enseñanza.

- PGN: Prefectura General Naval.

Cuartel General.
Estado Mayor.
Prefectura de Zona: Pilar.
Prefectura de Zona: Alberdi.
Prefectura de Zona: Central.
Prefectura de Zona: Concepción.
Prefectura de Zona: Olimpo.
- DIRMAT: Dirección del Material.

- DIAPSER: Dirección de Apoyo al Servicio.

### Flota de Guerra
| Clase                          | Imagen | Buques                                     | Notas                                                                            |
| ------------------------------ | ------ | ------------------------------------------ | -------------------------------------------------------------------------------- |
| Cañoneros (2)                  |        |                                            |                                                                                  |
| Clase Humaitá                  |        | ARP C1 "Paraguay" ARP C2 "Humaitá"         | El buque C1 actualmente sirve como buque escuela y el buque C2 como buque museo. |
| Patrulleros pesados (2)        |        |                                            |                                                                                  |
| Clase Roraima                  |        | ARP P05 "Itaipú"                           |                                                                                  |
|                                |        | ARP P01 "Cap. Cabral"                      | Buque mas antiguo. Sirvió como aviso de guerra y buque artillería.               |
| Lanchas Patrulleras (4)        |        |                                            |                                                                                  |
| Clase Tzu Chiang               |        | ARP P06 "Cap. Ortiz" ARP P07 "TTe. Robles" |                                                                                  |
| Clase Yhaguy                   |        | ARP P08 "Yhaguy" ARP P09 "Tebicuary"       |                                                                                  |
| Patrulleras Rápidas (+20)      |        |                                            |                                                                                  |
| Tipo P07 (nombre no oficial)   |        | LP07, LP08, LP09, LP10, LP11.              |                                                                                  |
| Tipo LP101 (nombre no oficial) |        | LP101, LP102, LP103, LP104, LP105, LP106   | [ 1 ]                                                                            |
| Armacraft Croq 15              |        | LP201 LP202 LP203? LP204?                  |                                                                                  |
| Pirá 170 SVX                   |        | Desconocido                                |                                                                                  |
| Pirá 240 SVX                   |        | Desconocido                                |                                                                                  |
| Pirá 500 SLX                   |        | Desconocido                                |                                                                                  |
| Lanchas de Desembarco          |        |                                            |                                                                                  |
| LCVP EDVP MK7M                 |        | 3 unidades                                 |                                                                                  |
| Tipo Zodiac                    |        | Desconocido                                | Lanchas inflables                                                                |

### Buques de Apoyo
| Clase           | Imagen          | Buques                              | Notas                       |
| Apoyo Logístico | Apoyo Logístico | Apoyo Logístico                     | Apoyo Logístico             |
| --------------- | --------------- | ----------------------------------- | --------------------------- |
|                 |                 | ARP BHH "Cap. N. Ing. Carlos Cubas" | Buque Hospital Hidrográfico |

### Drones
| Modelo          | Imagen | Tipo          | Notas |
| --------------- | ------ | ------------- | ----- |
| Autel EVO MAX 4 |        | Cuadricóptero |       |

### Vehículos Terrestres
| Modelo              | Imagen | Tipo            | Notas |
| ------------------- | ------ | --------------- | ----- |
| Toyota New Fortuner |        | 4x4 Todoterreno | [ 2 ] |
| Toyota Hilux        |        |                 | [ 3 ] |
| Kenton Quest 300    |        | ATV             |       |

### Aviación Naval
| Aeronave               | Origen         | Tipo                                      | Versión      | En servicio  |              |              |
| Helicópteros           | Helicópteros   | Helicópteros                              | Helicópteros | Helicópteros | Helicópteros | Helicópteros |
| ---------------------- | -------------- | ----------------------------------------- | ------------ | ------------ | ------------ | ------------ |
| Helibras HB350 Esquilo | Brasil         | Helicóptero de transporte y ataque ligero | HB350B       | 2            |              |              |
| Robinson R66           |                |                                           | H-601        | 1            |              |              |
| Avión de entrenamiento |                |                                           |              |              |              |              |
| Cessna 150             | Estados Unidos | Avión de entrenamiento                    | 150M         | 2            |              |              |
| Aviones utilitarios    |                |                                           |              |              |              |              |
| Cessna 210             | Estados Unidos | Exploración                               | 210          | 1            |              |              |
| Cessna 310             | Estados Unidos | Exploración                               | 310          | 2            |              |              |
| Cessna 401             | Estados Unidos | Transporte militar                        | 401          | 1            |              |              |

### Buques históricos
| Nombre                   | Imagen | Notas |
| ------------------------ | ------ | ----- |
| ARP Vapor Tacuarí        |        |       |
| ARP Vapor Paraguari      |        |       |
| ARP Vapor Ygurey         |        |       |
| ARP Vapor Iporá          |        |       |
| ARP cañonera Anhambaí    |        |       |
| ARP Vapor Rio Apa        |        |       |
| ARP Vapor Salto Oriental |        |       |
| ARP Vapor Yberá          |        |       |
| ARP Vapor Pirabebé       |        |       |
| ARP Marquês de Olinda    |        |       |

## Rangos
Oficiales de Marina
La formación de los oficiales de marina se realiza en la Academia Militar Mariscal Francisco Solano López del cual egresan con el rango de Guardiamarina.
Sub-oficiales de Marina

## Historia

### SigloXIX

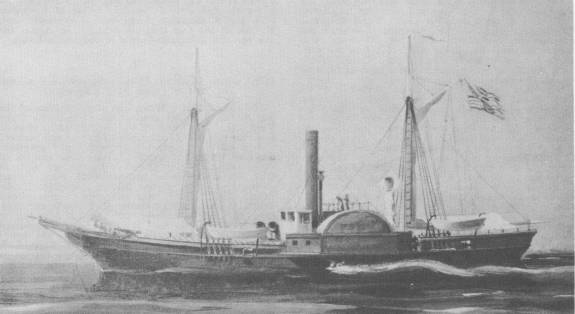
USS Water Witch.

Paraguay se mantuvo alejado de los conflictos que lo rodeaban hasta la década de 1850. Pero el país fue llevado a una confrontación con sus vecinos y con potencias navales extranjeras durante esta década. En 1855 el fuerte Itá Pirú hizo fuego hacia el USS Waterwitch, varado en el río durante una expedición hidrográfica, un tripulante murió a causa de esto y terminó la misión de exploración. No obstante el buque continuó sus operaciones en otras áreas de la costa sudeste de Sudamérica hasta que regresó a los EE. UU. para reparaciones.  

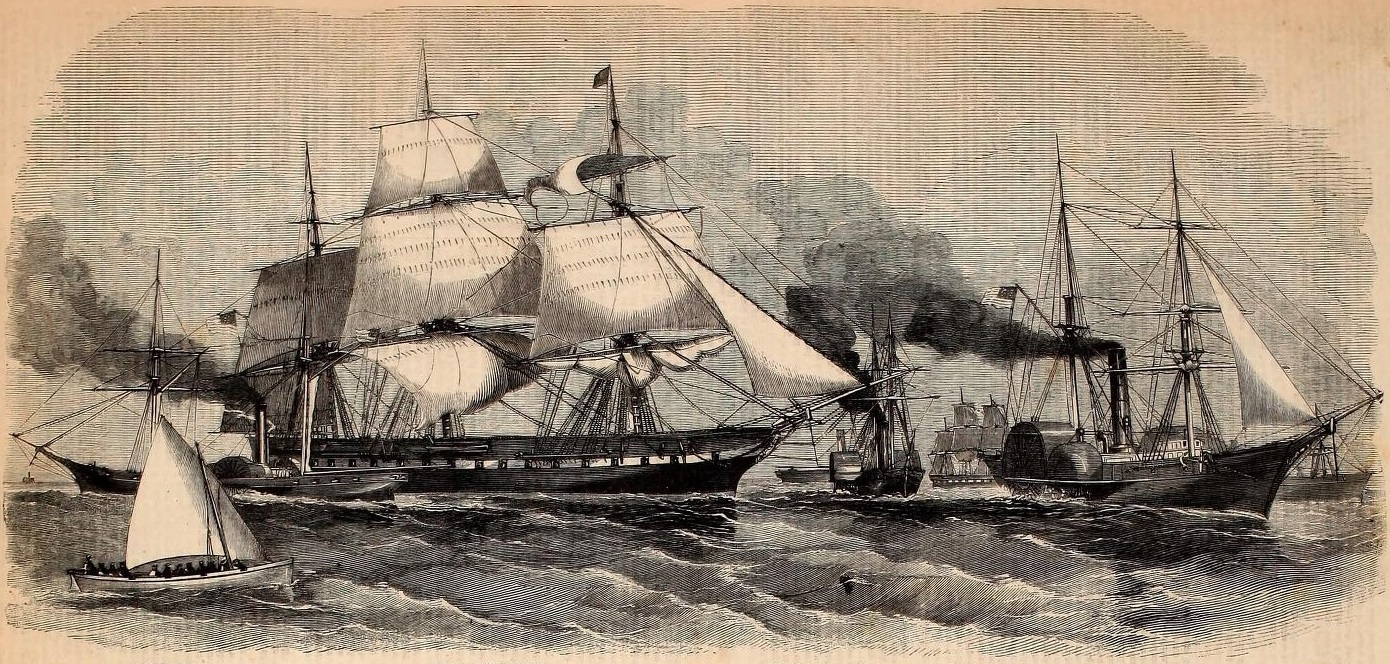
Escuadrón Paraguay (Harper's Weekly, New York, 1858).

También a principios de 1855 Brasil envió un escuadrón de unos 20 buques a mando del almirante Ferreira de Oliveira río arriba del río Paraguay para intimidar a los paraguayos. Esta expedición fue en respuesta a los intentos de Paraguay de limitar la navegación a los buques brasileños en el río, el escuadrón ancló en Tres Bocas, justo arriba de la ciudad de Corrientes. El almirante brasileño prosiguió a Asunción en la cañonera Maracaná donde negoció y firmó un tratado el 4 de abril de 1855 que ayudó a resolver algunas de las disputas entre estos dos países. 
En enero de 1859 un escuadrón estadounidense bajo el almirante W.B. Shubrick arribó al Río de la Plata para extraer una disculpa e indemnización del Paraguay por el incidente que había ocurrido en 1855. El USS Waterwitch, navegó hasta Asunción, donde se negoció un acuerdo.
En 1859 también, la armada paraguaya tuvo fuertes roces con la Royal Navy británica. La política británica era de no permitirles la navegación paraguaya más allá del río Paraná, hasta que los problemas hayan sido arreglados. Para poner esta política en vigencia, las cañoneras británicas HMS Buzzard y HMS Grappler interceptaron a la cañonera Tacuarí el 29 de noviembre de 1859 y no la dejó seguir desde Buenos Aires a Montevideo. Se disparó un cañonazo frente a la proa del Tacuarí, obligándola a retornar, que tenía a bordo a Francisco Solano López, entonces Ministro de Guerra del Paraguay con el rango de general, que deseaba actuar como mediador en la guerra civil argentina, que había surgido nuevamente.
La Guerra de la Triple Alianza llegó a ser el conflicto más sangriento jamás peleado en Sudamérica. Paraguay luchó con determinación, no obstante la inferioridad numérica, hasta su última derrota en 1870, sobreviviendo a costa de enormes pérdidas, incluyendo la pérdida de gran parte de su territorio a manos de Argentina y Brasil.

### SigloXXy actualidad

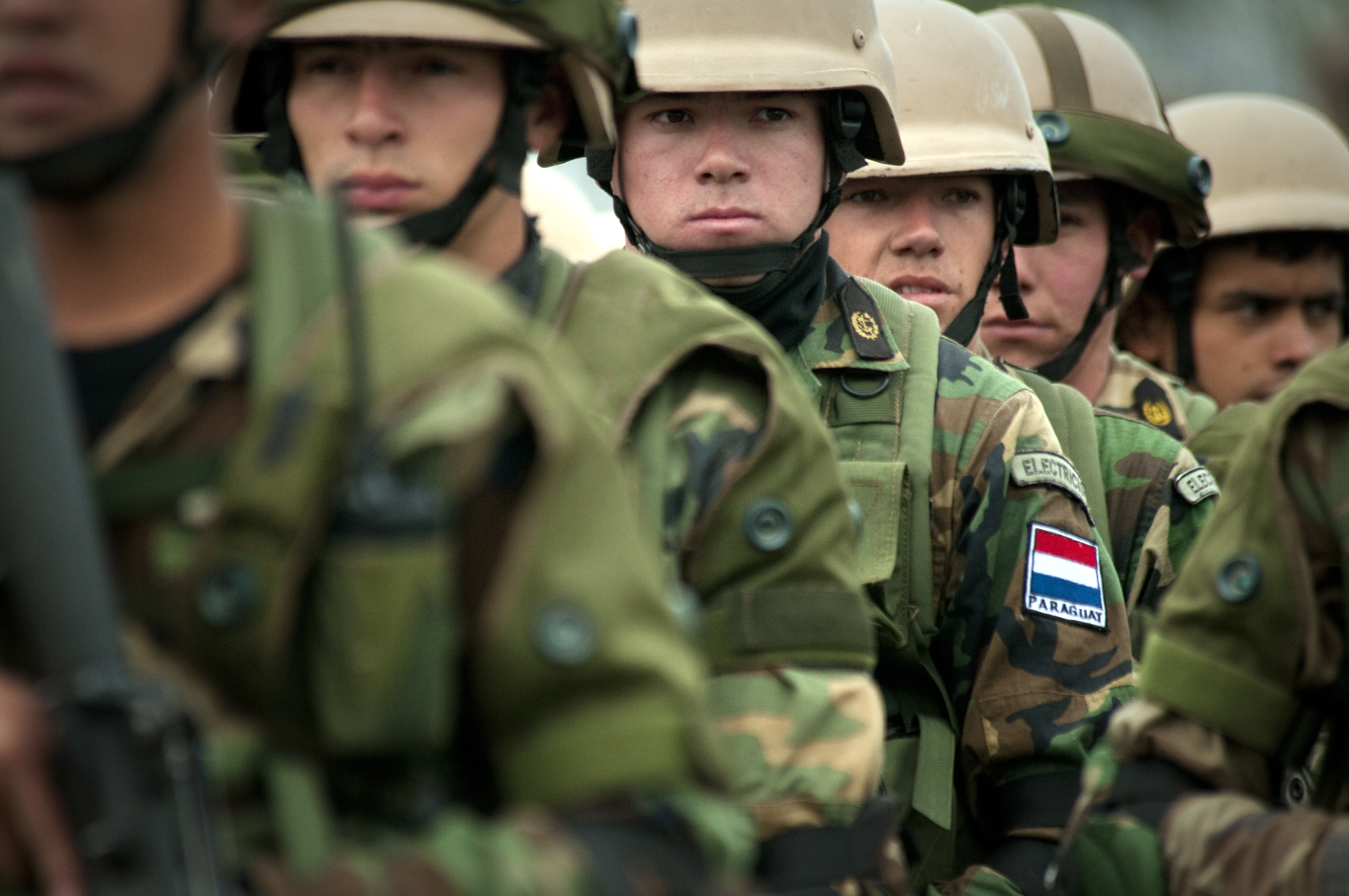
Infantería de Marina Paraguaya en formación

En 1932 una larga disputa con Bolivia sobre la posesión de la región del Chaco Boreal evolucionó en una guerra que siguió hasta 1935 en donde unos 35.000 soldados paraguayos perdieron su vida. Las ganancias territoriales paraguayas fueron confirmadas en 1938 en un tratado de paz. 
Después de la Guerra del Chaco, no se volvió a equipar a la armada hasta la década de 1960, con la adquisición de patrulleros y buques.
La armada desempeñó un papel importante en el golpe de Estado contra el Presidente Stroessner. Los tres buques de Humaitá, Capitán Cabral, e Itaipú se reunieron en el río y en la bahía de Asunción en la noche del 2 de febrero. Las naves y helicópteros HB350 Esquilo realizaron fuego intimidatorio durante la noche y la mañana del 3 de febrero. 
Actualmente, la fuerza total de personal de la Armada es de 3850 efectivos, incluyendo la Guardia Costera y la Infantería de Marina, también cuenta con un nivel de operatividad alto por el mantenimiento de sus unidades.